# Carriers
Carriers (bra: Vírus; prt: Pandemia) é um filme de ficção científica, suspense e terror estadunidense de 2009, dirigido por Àlex Pastor e David Pastor.
Com uma trama que se passa num cenário pós-apocalíptico, quando o mundo é tomado por um vírus que devastara quase toda a população, o filme tem no elenco Lou Taylor Pucci, Chris Pine, Piper Perabo e Emily VanCamp como quatro sobreviventes de uma pandemia viral tentando evitar a ameaça iminente de se infectarem. Filmado em 2006, recebeu um lançamento limitado nos Estados Unidos em 4 de setembro de 2009, após o excelente desempenho de Pine em Star Trek no início daquele ano. Recebeu críticas positivas dos críticos de cinema e arrecadou US$5,8 milhões.

## Sinopse
Um vírus infeccioso se espalhou pelo mundo, matando a maioria da população. Dois irmãos, Brian e Danny, junto com a namorada de Brian, Bobby, e a amiga de Danny, Kate, vão para Turtle Beach, no sudoeste dos Estados Unidos, um motel de praia isolado, onde acreditam que podem esperar a pandemia viral desaparecer e, eventualmente, começar uma nova vida. Para ajudá-los a sobreviver, eles seguem um conjunto de regras criadas por Brian.
A caminho da praia, o grupo encontra o sobrevivente Frank e sua filha infectada Jodie, cujo veículo ficou sem gasolina. Os quatro escapam de Frank quando ele os ataca, mas o carro deles quebra e eles são forçados a ajudar Frank e Jodie para que possam usar seu veículo. Por insistência de Frank, eles viajam para uma escola secundária nas proximidades, onde há rumores de que um soro para a pandemia foi desenvolvido. Ao chegar, Frank, Brian, Danny e Kate descobrem que o soro não funciona, e o último médico restante está se preparando para sacrificar um grupo de crianças infectadas e ele próprio. Enquanto isso, Bobby é infectado por Jodie e esconde a infecção dos outros. Mais tarde, Frank é forçado a levar Jodie para um banheiro, dando a Brian a oportunidade de deixá-los para trás e pegar seu veículo.
O grupo então pára em um hotel que, desconhecido para eles, está sendo usado como base por sobreviventes armados. Quando os sobreviventes retornam, eles emboscam o grupo e declaram sua intenção de manter as meninas. Forçando Bobby e Kate a se despir para verificar se estão infectados, os sobreviventes descobrem que Bobby está infectado e os mandam embora. Com a infecção de Bobby revelada ao resto do grupo, Brian a força a sair.
Como eles ficam com pouco combustível, Brian mata duas mulheres para desviar o veículo, mas sofre um ferimento de bala no processo. Enquanto trata a lesão de seu irmão, Danny descobre que Brian está infectado. Naquela noite, Danny tenta deixar Brian para trás, mas Brian leva as chaves do veículo deles. Determinado a não morrer sozinho do vírus, Brian se recusa a entregar as chaves e pede que Danny o mate. Deixado sem outra opção, Danny atira em Brian até a morte. Danny e Kate chegam a Turtle Beach na manhã seguinte, mas Danny percebe que sem o irmão, o lugar que parecia tão especial para eles quando crianças agora está vazio.

## Elenco
- Lou Taylor Pucci como Danny
- Chris Pine como Brian
- Piper Perabo como Bobby
- Emily VanCamp como Kate
- Christopher Meloni como Frank
- Kiernan Shipka como Jodie
- Mark Moses como Doutor

## Produção
Filmado no Novo México e no Texas no final de 2006, Carriers não foi lançado pela Paramount Vantage até setembro de 2009, após o sucesso da aparição de Pine em Star Trek, lançado no início de 2009.

## Lançamento
Carriers foi lançado em 4 de setembro de 2009, nos cinemas dos EUA. O DVD foi lançado em 29 de dezembro de 2009. Ele arrecadou US$ 908 mil nos EUA e US$ 5,8 milhões em todo o mundo.

## Prêmios e indicações
Kiernan Shipka foi nomeada para 'Melhor Performance de Longa-Metragem - Melhor Atriz Coadjuvante' no Young Artist Awards 2010.

## Recepção
Carriers recebeu críticas mistas a positivas e detém uma classificação de 'Fresh' de 68% no Rotten Tomatoes com base em 37 avaliações. O filme foi elogiado por sua história, tema e atuação, com críticas voltadas para o seu final. 
Paul Chambers, da CNN Radio, disse: "Um pouco mais realista do que um filme de zumbi. Alguns vírus renegados podem tornar o mundo uma 'sobrevivência da provação mais forte'. Uma história muito interessante com algumas boas revelações". Charles Cassady, da Common Sense Media, disse: "Melancolia, não emoções, no drama de ficção científica da praga mundial".